# Alexander Kassimowitsch Kasembek

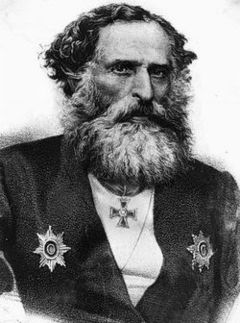
Alexander Kassimowitsch Kasembek

Alexander Kassimowitsch Kasembek, geboren Mirsa Muchammed Ali Kasem-Bek, (russisch Александр Касимович Казембек, Geburtsname russisch Мирза Мухаммед Али Казембек; * 22. Julijul. / 3. August 1802greg. in Rascht; † 27. Novemberjul. / 9. Dezember 1870greg. in St. Petersburg) war ein aserbaidschanisch-russischer Orientalist und Hochschullehrer.

## Leben
Kasembeks Großvater war Finanzminister Khans Fatali des Khanats Quba. Kasembeks Vater Hāddsch Muchammed Kassim Kasembek stammte aus Derbent. Ende des 18. Jahrhunderts ließ er sich im Iran nieder, studierte Islamisches Recht und unternahm den Haddsch nach Mekka und Medina. 1801 heiratete er Scharaf Nisse, die Tochter des Raschter Gouverneurs Mir Bagir Khan. Nach dem Anschluss des  Khanats Quba an Russland kehrte der Vater nach Derbent zurück, holte 1810 seine Familie aus dem Iran und wurde schiitischer Schaich al-Islām in Derbent.
Kasembek wurde zunächst von seinem Vater zu Hause unterrichtet. Arabische Grammatik lernte er bei Mullah Abdul Asis Chiskendscha und scholastische Philosophie und Islamisches Recht bei Schaich Muchammed Bachrein. Kasembek lernte Persisch, Arabisch und Türkisch. Als Siebzehnjähriger verfasste er sein erstes Werk auf Arabisch: Versuch einer Grammatik der arabischen Sprache. Auch stand er in Kontakt mit schottischen Missionaren in Derbent, die Bekannte seines Vaters waren. 1820 wurde der Vater verdächtigt, mit Schich Ali-Khan in Verbindung zu stehen, der ins Khanat Awar in Dagestan geflüchtet war. Der Vater verlor sein Amt als  Schaich al-Islām, wurde verurteilt und nach Astrachan verbannt. Als Kasembek 1821 nach Astrachan kam, verstärkte sich dort der Kontakt mit Missionaren, so dass er schließlich zum Christentum konvertierte und den Namen Alexander annahm. Er half nun den Missionaren bei der Übersetzung der heiligen Schriften in östliche Sprachen und erlernte westeuropäische Wissenschaft und Sprachen. 1825 erhielt er das Angebot, seine Ausbildung in England abzuschließen, wozu er aber nicht die Genehmigung der russischen Regierung erhielt. Stattdessen erhielt er eine Stelle als Übersetzer im russischen Außenministerium. Jedoch wurde er bereits im August 1825 als Lehrer der tatarischen Sprache an die Asien-Schule in Omsk geschickt.
Auf dem Wege nach Omsk kam Kasembek im Januar 1826 krankheitsbedingt nur bis Kasan. Dort kam er in Kontakt mit dem Rektor der Universität Kasan Karl Friedrich Fuchs, der ihm vorschlug, in Kasan zu bleiben und am 1. Kasaner Gymnasium Arabisch und Persisch zu unterrichten. Kasembek folgte sogleich dem Vorschlag. Nachdem er an der Universität Kasan eine Prüfung in  orientalischen Sprachen abgelegt hatte, beantragte Fuchs im Juli 1826 beim Außenministerium Kasembeks Versetzung an die Universität Kasan. Im Oktober 1826 wurde Kasembek zum Lektor für Arabisch und Persisch an der Universität Kasan ernannt. Daneben unterrichtete er weiter am Kasaner 1. Gymnasium. Später verfasste er ein Methodik-Lehrbuch für den Arabisch-, Persisch- und Tatarischunterricht an Gymnasien, das von der Kaiserlichen Akademie der Wissenschaften sehr geschätzt, vom Bildungsministerium genehmigt und 1836 in Kasan gedruckt wurde. Nach Kasembeks Methodik wurde auch in Astrachan und Tiflis unterrichtet. In Kasan unterrichtete Kasambek auch Türkisch. 1828 wurde aus dem Lektorat der Lehrstuhl für türkisch-tatarische Sprache der Universität Kasan unter Kasembeks Leitung. Er lehrte dort Arabisch, Persisch, Türkisch und Tatarisch. 1829 wurde er in die Royal Asiatic Society aufgenommen. 1830 wurde er Adjunkt-Professor. 1831 verfasste er eine persische Geschichte der arabischen Sprache und Literatur, worauf das Bildungsministerium ihn zum Magister und Adjunkten für Orientalistik ernannte. 1835 wurde er Korrespondierendes Mitglied der Kaiserlichen Akademie der Wissenschaften. 1836 folgte die Beförderung zum außerordentlichen Professor und 1837 zum ordentlichen Professor. Seine erste Arbeit über islamisches Recht veröffentlichte er 1842 in Paris. Als 1845 Franz von Erdmann die Universität Kasan verließ, wurde Kasembek sein Nachfolger. 1845 wurde er Dekan der 1. Abteilung der philosophischen Fakultät der Universität Kasan. 1846 wechselte Kasembek auf den Lehrstuhl für Arabisch und Persisch, während der Lehrstuhl für Türkisch-Tatarisch nun von seinem Schüler Ilja Nikolajewitsch Beresin geleitet wurde. Kasembek bereitete 1844 Lew Nikolajewitsch Tolstoi auf die Zulassungsprüfung der Universität Kasan für das Studium der orientalischen Sprachen vor, die Tolstoi mit Auszeichnung bestand. 1846 erschien die zweite Auflage von Kasembeks Allgemeiner Grammatik der türkisch-tatarischen Sprache, die Julius Theodor Zenker ins Deutsche übersetzte (Leipzig, 1848).
1848 wurde Kasembek nach der Pensionierung Mirsa Dschafar Toptschibaschews auf den Lehrstuhl für persische Literatur der Universität St. Petersburg berufen. 1852 wurde er zum Wirklichen Staatsrat (4. Rangklasse) ernannt. Er setzte sich für eine Zentralisierung der Orientalistik in St. Petersburg ein, so dass 1855 im Rahmen der Reform der Universität St. Petersburg die neue Fakultät für Orientalistik mit Kasembek als Dekan eröffnet wurde und entsprechende Bildungsangebote an anderen Universitäten entfielen. Er setzte sich für die Gründung eines Lehrstuhls für Geschichte des Orients ein, der dann 1863 eingerichtet wurde. 1858 gab Kasembek das Dekan-Amt auf, das dann Anton Ossipowitsch Muchlinski antrat. Allerdings wurde Kasembek 1866 als Dekan wiedergewählt. 1868 legte er im Hinblick auf die strategischen Interessen Russlands der Fakultät einen detaillierten Plan zur Erforschung Turkestans vor. 1869 wurde er zum Studium der Manuskripte al-Muqaddasīs ins Ausland geschickt. Kazembeks Tod 1870 verhinderte die Fortführung dieser Arbeit, was Wassili Wladimirowitsch Bartold sehr bedauerte.
Kasembeks Tochter Olga heiratete den Sohn des bekannten Dichters Jewgeni Abramowitsch Baratynski. Kasembeks Enkel Alexander Lwowitsch Kasembek gründete die monarchistische Emigranten-Gesellschaft Sojus Mladorossow.

## Ehrungen, Preise
- Demidow-Preis (1846) für die zweite Auflage der Grammatik der türkisch-tatarischen Sprache[4]
- Demidow-Preis (1851) für das englischsprachige Buch Derbend-nameh or the History of Derbend[4]
- Orden des Heiligen Wladimir III. Klasse (1851)
- Sonnen- und Löwenorden I. Klasse (1855)
- Demidow-Preis (1856) für den Kurs Modernes Türkisch an der Kaiserlichen Militärakademie[4]